# Gmina New Hampton

Położenie Gminy New Hampton w hrabstwie Chickasaw

Gmina New Hampton (ang. New Hampton Township) – gmina w USA, w stanie Iowa, w hrabstwie Chickasaw. Według danych z 2000 roku gmina miała 3065 mieszkańców, a jej powierzchnia wynosi 95,26 km².